# 中川弘
中川 弘（なかがわ ひろむ、1911年（明治44年）2月20日 - 2011年3月14日）は、日本の政治家。第9代福山市長（1期）。

## 人物
広島県沼隈郡神島村（現福山市）出身。1928年（昭和3年）3月、広島県立福山誠之館中学校（現広島県立福山誠之館高等学校）を卒業。蚕糸、削鰹製造業にたずさわる。1940年（昭和15年）3月、中国に渡り天津市で藁工品製造業を営んだ。1945年（昭和20年）、現地応召。
1946年（昭和21年）6月、引き揚げ。公職追放を受けていた元衆議院議員の宮澤裕の薫陶を受けて政治に関与するようになる。
1947年（昭和22年）4月、福山市議会議員に初当選。1951年（昭和26年）4月には広島県議会議員となり、以来1979年（昭和54年）まで連続8回当選を重ねた。
1979年（昭和54年）7月28日、立石定夫福山市長が次期衆院選に出馬するため辞職（衆議院は同年9月7日に解散した）。その直後の7月30日、中川は市長選への立候補を表明。引揚者団体の福山更生会、広島県遺族会、実践倫理宏正会などの支援を受け、8月26日に行われた市長選で初当選した。投票率は46.48％と前回をわずかに上回った。
1980年（昭和55年）12月、市議の土屋陽光を助役に起用。1981年（昭和56年）9月に第一助役の藤井守が退職したのちも、土屋を高く評価する中川は「二人も要らない」と、後任を置かなかった。土屋の懐刀と言われた職員が逮捕され、1982年（昭和57年）12月25日には土屋自身も収賄と入札妨害容疑で逮捕される。
1983年（昭和58年）8月21日、汚職事件で混乱した市政の建て直しと財政再建（1981年度の経済収支比率は94.8％にのぼった）が課題として争われた市長選が実施される。2期目を目指すも、楽器製造会社役員の牧本幹男に2万6千票の大差で敗れた。
2011年（平成23年）3月14日死去、100歳。死没日をもって従四位に叙される。

## 栄典
- 1981年（昭和56年） - 藍綬褒章
- 1986年（昭和61年） - 勲三等旭日中綬章
- 2011年（平成23年） - 従四位